# 郭红卫
郭红卫，北京大学生命科学学院教授，主要从事植物激素生物学和植物小RNA作用机制等方面的研究。入选中华人民共和国教育部第七批"长江学者"特聘教授，曾就读于南开大学生物系。